# Hangquellmoor Epplings
Das Gebiet Hangquellmoor Epplings ist ein mit der Verordnung vom 21. Dezember 1973 des Regierungspräsidiums Tübingen ausgewiesenes Naturschutzgebiet (NSG-Nummer 4.066) im Gebiet der Stadt Wangen im Allgäu im Landkreis Ravensburg, Baden-Württemberg in Deutschland.

## Lage
Das 1,37 Hektar (ha) große Naturschutzgebiet Hangquellmoor Epplings gehört naturräumlich zum Westallgäuer Hügelland. Es liegt etwa 2,7 Kilometer südöstlich der Innenstadt Wangens, zwischen den Weilern Epplings und Giesen, am nördlichen Talhang der Oberen Argen, auf einer Höhe von 570 m ü. NN. In den Flurkarten wird diese Gemarkung mit Deuchelried bezeichnet.
Hier, am Südwesthang einer Moräne der Würmeiszeit, wird das Wasser aus einem recht großen Einzugsgebiet aufgestaut und tritt über einer Tonschicht an verschiedenen Stellen aus. Aufgrund des hohen Kalkgehalts des Wassers kommt es an diesen Quellen zu Tuffbildung.

## Flora und Fauna

### Flora
Aus der schützenswerten Flora, insgesamt wurde 179 Gefäßpflanzenarten gezählt, sind unter anderem folgende Arten zu nennen:
- Schwertlilien, verschiedene Arten aus der Familie der Schwertliliengewächse
- Sommer-Drehwurz oder Sommer-Schraubenblümchen (Spiranthes aestivalis), eine Vertreterin aus der Familie der Orchideengewächse